# Psychotria panamensis
Psychotria panamensis är en måreväxtart som beskrevs av Paul Carpenter Standley. Psychotria panamensis ingår i släktet Psychotria och familjen måreväxter.

## Underarter
Arten delas in i följande underarter:
- P. p. compressicaulis
- P. p. ixtlanensis
- P. p. magna
- P. p. panamensis